# Resolució 1493 del Consell de Seguretat de les Nacions Unides
La Resolució 1493 del Consell de Seguretat de les Nacions Unides fou adoptada per unanimitat el 28 de juliol de 2003. Després de recordar totes les resolucions sobre la situació a la República Democràtica del Congo, el Consell va prorrogar el mandat de la Missió de les Nacions Unides a la República Democràtica del Congo (MONUC) fins al 30 de juliol de 2004 i va elevar el seu nivell de tropes de 8.700 a 10.800.
Sota els mandats anteriors, la MONUC només podia utilitzar la força en defensa pròpia i la resolució actual ampliava això per incloure "tots els mitjans necessaris" per complir el seu mandat.
La missió de la MONUC va tenir dificultats per aplicar la Resolució 1493 a causa de referències ambigües en el text, un assumpte que posteriorment va abordar el Secretari General que va criticar la manca de tasques específiques donades a l'operació d'acord amb aquesta resolució.

## Resolució

### Observacions
El Consell de Seguretat va reafirmar el seu compromís amb la sobirania, la integritat territorial i la independència de la República Democràtica del Congo i els estats de la regió dels Grans Llacs d'Àfrica, tot observant l'obligació dels estats d'abstenir-se de l'ús de la força contra l'altre. Hi va haver preocupació per la contínua explotació il·legal dels recursos naturals del país i els conflictes a la província d'Ituri, a Kivu Nord i Kivu Sud. Va donar la benvinguda a l'establiment d'un govern de transició i va instar a totes les parts a cooperar amb la MONUC.
El preàmbul de la resolució va reiterar el suport del Consell a l'Operació Artemisa a Bunia i la necessitat de reemplaçar la força una vegada que el seu mandat va vèncer, d'acord amb Resolució 1484 (2003).

### Actes
Actuant sota el Capítol VII de la Carta de les Nacions Unides, el Consell era satisfet amb l'establiment d'un govern de transició i va demanar que els partits congolesos poguessin seguir funcionant. Es va demanar al Secretari General Kofi Annan que ajudés en aquest procés i el nivell de tropes de la MONUC es va elevar a 10.800 persones. A més, durant el període de transició, es va demanar a la MONUC que ajudés a una reforma dels serveis de seguretat; establir un estat basat en l'imperi de la llei; i els preparatius per a la celebració de les eleccions. En els primers mesos del nou govern de transició, la MONUC podria participar en el manteniment de la seguretat a la capital Kinshasa.
La resolució va condemnar enèrgicament els actes de violència contra civils, incloses massacres, violacions dels drets humans i dret internacional humanitari, i violència sexual, demanant que es portessin els autors a la justícia. D'acord amb la Resolució 1325 (2000), es necessitava una perspectiva de gènere en les operacions de manteniment de la pau i s'abordés la violència contra la dona i les nenes. Va reafirmar que tots els partits congolesos tenien l'obligació de respectar els drets humans i van instar el govern de transició a assegurar la seva protecció i establir un poder judicial independent com una de les seves prioritats més altes.
El Consell de Seguretat va manifestar la seva "profunda preocupació" amb la situació humanitària a tota la República Democràtica del Congo i va condemnar l'ús militar dels nens soldats en els combats a l'est del país. En aquest sentit, es va demanar a les parts congoleses que proporcionessin informació sobre mesures per evitar l'ús i el reclutament de nens soldats d'acord amb la resolució 1261 i la Resolució 1460 (2003).
Mentrestant, va condemnar les hostilitats a l'est del país, en particular les violacions de l'alto el foc i les ofensives armades per part del Reagrupament Congolès per la Democràcia-Goma (RCD-Goma). La resolució instava a tots els partits congolesos a no interferir en la llibertat de moviment del personal de les Nacions Unides i que el conflicte armat impedia a la MONUC realitzar el seu procés de desarmament, desmobilització, repatriació, procés de reintegració i reassentament (DDRRR) de grups armats estrangers. Tots els estats de la regió, inclosa la pròpia República Democràtica del Congo, van ser cridats a posar fi al suport i assistència als grups armats del país.
Davant els conflictes a Kivus i Ituri a l'est del país, el Consell va exigir l'accés sense restriccions al personal de la MONUC a tots els àmbits, va demanar al Secretari General que desplegués observadors militars a Kivu Nord i Sud i Ituri, i va imposar un embargament d'armes contra grups armats estrangers i congolesos que operen a les regions. L'embargament no s'aplicaria a la MONUC, l'operació Artemisa, l'exèrcit integrat congolès i les forces policials, o equips militars no letals per a un ús humanitari o protector. El Consell va declarar que es revisarien les mesures en un termini de dotze mesos i es vigilarà de prop el compliment.
La MONUC tenia l'obligació de protegir el personal i les instal·lacions de les Nacions Unides; garantir la seva llibertat de circulació; protecció de civils i treballadors humanitaris; contribuint a una millora de la situació de seguretat. El Consell va declarar que podria utilitzar tots els mitjans necessaris per complir el seu mandat. Es va denunciar l'explotació il·lícita dels recursos naturals a la República Democràtica del Congo i es va anticipar un informe d'un grup d'experts sobre el tema. Es va instar els governs de Burundi, la República Democràtica del Congo, Ruanda i Uganda a normalitzar les seves relacions diplomàtiques, mentre es va instar a una conferència internacional sobre pau i seguretat a la regió dels Grans Llacs.